# Frauenchiemsee
Frauenchiemsee o Fraueninsel es la segunda isla más grande de las tres islas en el Lago Chiem (Chiemsee), Alemania. Pertenece al municipio de Chiemsee en el distrito de Rosenheim, parte de la Alta Baviera, que constituye el municipio más pequeño de toda Baviera. Posee 15,5 hectáreas de superficie, donde no circulan vehículos, tiene 300 residentes permanentes y además alberga un convento benedictino activo. Frauenchiemsee, junto con su isla hermana de Herreninsel, es una de las principales atracciones turísticas del lago Chiem.